# Basketbol Süper Ligi 2018-2019
La Basketbol Süper Ligi 2018-2019, chiamata per ragioni di sponsorizzazione Tahincioğlu Basketbol Süper Ligi, è stata la 53ª edizione del massimo campionato turco di pallacanestro maschile.

## Squadre
Il Yeşilgiresun Belediye e l'Uşak Sportif sono state retrocesse in TBL, avendo finito la stagione precedente rispettivamente al quindicesimo e sedicesimo posto. Al loro posto sono state promosse l'Türk Telekom B.K. e il Afyon Belediye, campione e la vincente dei playoff di TBL.
Il 12 luglio 2018, l'Eskişehir Basket S.K. ha annunciato il suo ritiro dal campionato.
Il 13 luglio 2018, il Bahçeşehir Koleji viene ammesso alla BSL.
Il 2 ottobre 2018, il Trabzonspor annuncia il suo ritiro dal campionato.
| Squadra           | Città          | Palazzetto                  | Capacità |
| ----------------- | -------------- | --------------------------- | -------- |
| Afyon Belediye    | Afyonkarahisar | Afyon Atatürk Sports Hall   | 2.000    |
| Anadolu Efes      | Istanbul       | Sinan Erdem Dome            | 16.000   |
| Bandırma Banvit   | Bandırma       | Kara Ali Acar Sport Hall    | 3.000    |
| Beşiktaş          | Istanbul       | BJK Akatlar Arena           | 3.200    |
| Darüşşafaka       | Istanbul       | Volkswagen Arena Istanbul   | 5.000    |
| Bahçeşehir Koleji | Istanbul       | Caferağa Sports Hall        | 1.500    |
| T. Büyükçekmece   | Büyükçekmece   | Gazanfer Bilge Spor Salonu  | 3.000    |
| Fenerbahçe        | Istanbul       | Ülker Sports Arena          | 13.800   |
| Galatasaray       | Istanbul       | Abdi İpekçi Arena           | 12.270   |
| Gaziantep BŞB     | Gaziantep      | Karataş Şahinbey Sport Hall | 6.400    |
| İstanbul B.B.     | Istanbul       | Cebeci Sport Hall           | 1.250    |
| Karşıyaka         | Smirne         | Karşıyaka Arena             | 5.000    |
| Sakarya           | Sakarya        | Sakarya Atatürk Sports Hall | 1.500    |
| Tofaş Bursa       | Bursa          | Tofaş Nilüfer Sports Hall   | 7.500    |
| Türk Telekom      | Ankara         | Ankara Arena                | 10.400   |

### Personale e sponsorizzazione
| Squadra                        | Allenatore       | Capitano         | Azienda produttrice delle divise | Sponsor                  |
| ------------------------------ | ---------------- | ---------------- | -------------------------------- | ------------------------ |
| Afyon Belediye                 | Can Sevim        | Altan Erol       | Dafron                           | Afjet                    |
| Anadolu Efes                   | Ergin Ataman     | Doğuş Balbay     | S by Sportive                    | Efes                     |
| Bahçeşehir Koleji              | Stefanos Dedas   | Yiğitcan Turna   | Playoff                          | Bahçeşehir College       |
| Banvit                         | Hakan Demir      | Tolga Geçim      | Dafron                           | Banvit                   |
| Beşiktaş Sompo Japan           | Duško Ivanović   | Muratcan Güler   | Adidas                           | Sompo Japan Sigorta      |
| Darüşşafaka Tekfen             | Selçuk Ernak     | Oğuz Savaş       | Under Armour                     | Garanti Bank             |
| Arel Üniversitesi Büyükçekmece | Serhat Şehit     | Kenny Hayes      | Dafron                           | Istanbul Arel University |
| Fenerbahçe Beko                | Željko Obradović | Melih Mahmutoğlu | Nike                             | Beko                     |
| Galatasaray Doğa Sigorta       | Ertuğrul Erdoğan | Göksenin Köksal  | Givova                           |                          |
| Gaziantep Basketbol            | Nenad Marković   | Can Uğur Öğüt    | Dafron                           |                          |
| İstanbul BB                    | Hakan Yavuz      | Mehmet Yağmur    | Adidas                           | Intercity                |
| Pınar Karşıyaka                | Dirk Bauermann   | Erdi Gülaslan    | S by Sportive                    | Pinar                    |
| Adatıp Sakarya BB              | Ozan Bulkaz      |                  | Tryon                            | Adatıp Hastanesi         |
| Tofaş                          | Orhun Ene        | Sammy Mejía      | Dafron                           | Fiat                     |
| Türk Telekom                   | Burak Gören      | Kaya Peker       | Fertino                          | Türk Telekom             |

### Classifica
Aggiornata al 17 maggio 2019.
|       | Pos. | Squadra           | G  | V  | P  | PF   | PS   | Dif  | PT |                        |
| ----- | ---- | ----------------- | -- | -- | -- | ---- | ---- | ---- | -- | ---------------------- |
| [ 4 ] | 1.   | Anadolu Efes      | 28 | 25 | 3  | 2509 | 2119 | +390 | 53 | Qualificate ai playoff |
| [ 5 ] | 2.   | Fenerbahçe        | 28 | 24 | 4  | 2437 | 1969 | +468 | 52 | Qualificate ai playoff |
|       | 3.   | Tofaş Bursa       | 28 | 18 | 10 | 2286 | 2211 | +75  | 46 | Qualificate ai playoff |
|       | 4.   | Galatasaray       | 28 | 18 | 10 | 2271 | 2141 | +130 | 46 | Qualificate ai playoff |
|       | 5.   | Gaziantep BŞB     | 28 | 17 | 11 | 2069 | 1983 | +86  | 45 | Qualificate ai playoff |
|       | 6.   | Beşiktaş          | 28 | 16 | 12 | 2193 | 2134 | +59  | 44 | Qualificate ai playoff |
|       | 7.   | Türk Telekom      | 28 | 16 | 12 | 2224 | 2204 | +20  | 44 | Qualificate ai playoff |
|       | 8.   | Bandırma Banvit   | 28 | 14 | 14 | 2241 | 2207 | +34  | 42 | Qualificate ai playoff |
|       | 9.   | Bahçeşehir Koleji | 28 | 13 | 15 | 2308 | 2279 | +29  | 41 |                        |
|       | 10.  | Darüşşafaka       | 28 | 13 | 15 | 2268 | 2140 | +128 | 41 |                        |
|       | 11.  | Karşıyaka         | 28 | 11 | 17 | 2223 | 2285 | -62  | 39 |                        |
|       | 12.  | T. Büyükçekmece   | 28 | 8  | 20 | 2195 | 2475 | -280 | 36 |                        |
|       | 13.  | İstanbul B.B.     | 28 | 6  | 22 | 2168 | 2458 | -290 | 34 |                        |
|       | 14.  | Afyon Belediye    | 28 | 6  | 22 | 2203 | 2371 | -168 | 34 |                        |
|       | 15.  | Sakarya           | 28 | 5  | 23 | 1863 | 2482 | -619 | 33 | Retrocessa in T2L      |

## Playoff
|  | Quarti di finale | Quarti di finale | Quarti di finale |            |             | Semifinali   | Semifinali | Semifinali |  |  | Finali | Finali       | Finali |
|  |                  |                  |                  |            |             |              |            |            |  |  |        |              |        |
|  | 1                | Anadolu Efes     | 2                |            |             |              |            |            |  |  |        |              |        |
|  | 8                | Bandırma Banvit  | 0                |            |             |              |            |            |  |  |        |              |        |
|  | 8                | Bandırma Banvit  | 0                |            | 1           | Anadolu Efes | 3          |            |  |  |        |              |        |
|  |                  |                  |                  |            | 1           | Anadolu Efes | 3          |            |  |  |        |              |        |
|  |                  | 4                | Galatasaray      | 0          |             |              |            |            |  |  |        |              |        |
|  | 4                | 4                | Galatasaray      | 0          | Galatasaray | 2            |            |            |  |  |        |              |        |
|  | 4                |                  |                  |            | Galatasaray | 2            |            |            |  |  |        |              |        |
|  | 5                | Gaziantep BŞB    | 1                |            |             |              |            |            |  |  |        |              |        |
|  |                  |                  |                  |            |             |              |            |            |  |  | 1      | Anadolu Efes | 4      |
|  |                  |                  | 2                | Fenerbahçe | 3           |              |            |            |  |  |        |              |        |
|  | 2                | Fenerbahçe       | 2                |            |             |              |            |            |  |  |        |              |        |
|  | 7                | Türk Telekom     | 1                |            |             |              |            |            |  |  |        |              |        |
|  | 7                | Türk Telekom     | 1                |            | 2           | Fenerbahçe   | 3          |            |  |  |        |              |        |
|  |                  |                  |                  |            | 2           | Fenerbahçe   | 3          |            |  |  |        |              |        |
|  |                  | 3                | Tofaş Bursa      | 0          |             |              |            |            |  |  |        |              |        |
|  | 3                | 3                | Tofaş Bursa      | 0          | Tofaş Bursa | 2            |            |            |  |  |        |              |        |
|  | 3                |                  |                  |            | Tofaş Bursa | 2            |            |            |  |  |        |              |        |
|  | 6                | Beşiktaş         | 0                |            |             |              |            |            |  |  |        |              |        |

## Squadre nelle competizioni europee
| Squadra            | Competizione     | Andamento                  |
| ------------------ | ---------------- | -------------------------- |
| Anadolu Efes       | Euroleague       | Secondo posto              |
| Fenerbahçe Beko    | Euroleague       | Quarto posto               |
| Darüşşafaka Tekfen | Euroleague       | Regular season             |
| Galatasaray        | Eurocup          | Regular season             |
| Tofaş Bursa        | Eurocup          | Regular season             |
| Türk Telekom       | Eurocup          | Regular season             |
| Banvit             | Champions League | Sedicesimi di finale       |
| Beşiktaş           | Champions League | Sedicesimi di finale       |
| Sakarya            | Champions League | Terzo turno Qualificazione |
| Sakarya            | FIBA Europe Cup  | Regular season             |
| Pınar Karşıyaka    | FIBA Europe Cup  | Quarti di finale           |
| İstanbul B.B.      | FIBA Europe Cup  | Regular season             |